# Rohr (Mesopotamien)
Rohr ist die ursprüngliche sumerische Bezeichnung eines Längenmaßes, das erstmals um 2400 v. Chr. belegt ist. Einem „Rohr“ entsprechen als Längenmaß 6 Ellen (etwa 3 Meter). Zehn „Rohr“ ergeben die höhere Einheit UŠ.